# Carmelo Arden Quin
Carmelo Arden Quin (Rivera, 16 de março de 1913 —  27 de setembro de  2010) foi um artista plástico Uruguaio. Foi um dos fundadores do movimento MADI. Nascido em Rivera, mudou-se para Buenos Aires nos anos 40, tendo morado também no Brasil. Morou também durante alguns anos em Paris.
Seu estilo artístico é marcado por seus contrastes entre cores e por formas geométricas, sendo predominantes as formas irregulares. Sua primeira obra, “Naturel Morte Cubiste” or “Cubist Still Life”, foi criada em 1934. Aos 21 anos, conheceu seu mentor, o escultor uruguaio Joaquín Torres García, que era diretamente influenciado por Piet Mondrian e Michael Seufor.[carece de fontes?]
Morreu, aos 97 anos, em sua casa em Savigny-sur-Orge, Paris.